# Jun Aoki
Jun Aoki (青木 淳, Aoki Jun), 22 octobre 1956 à Yokohama,  est un architecte japonais contemporain.

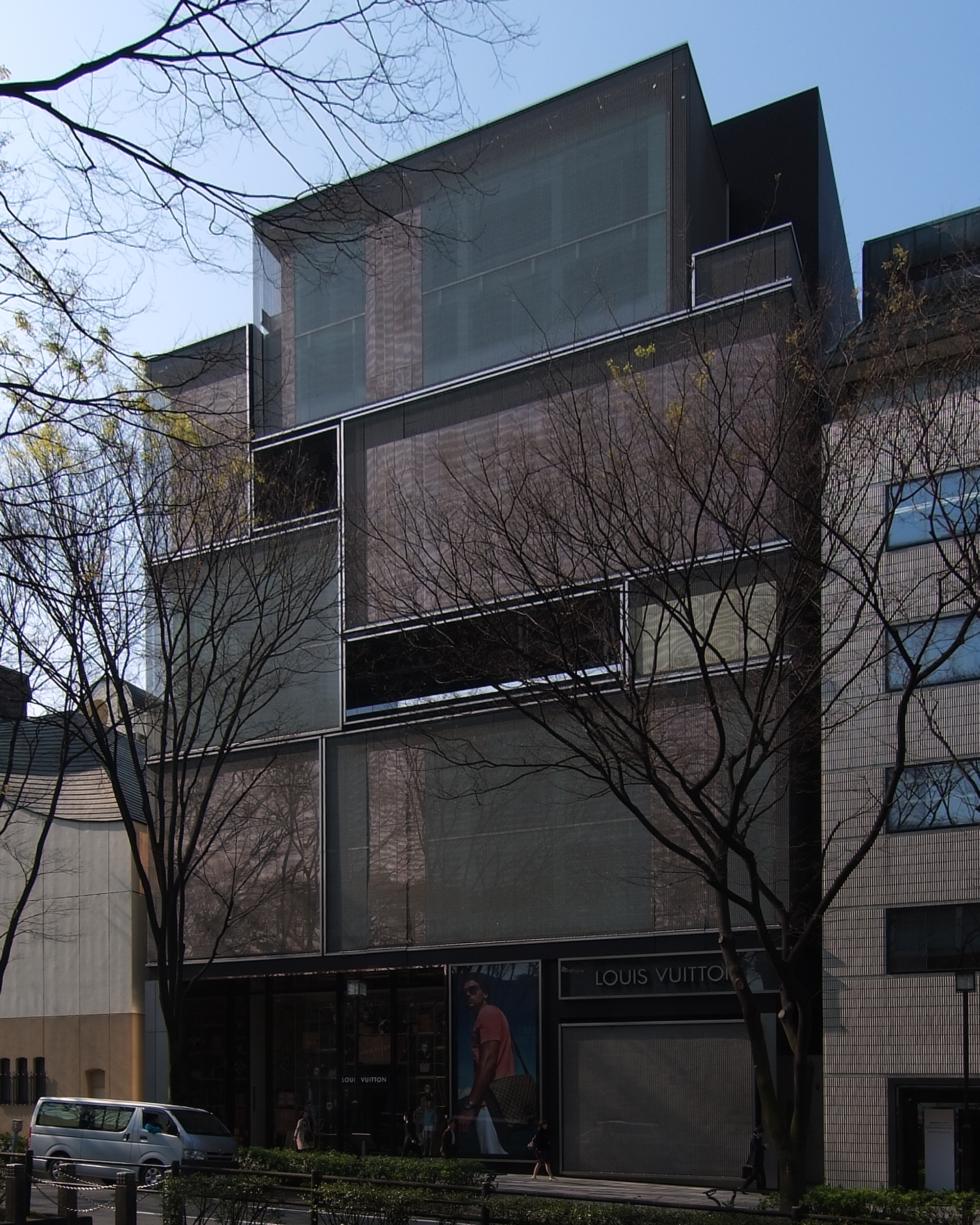
Louis Vuitton Omotesandō, Tokyo (2002)

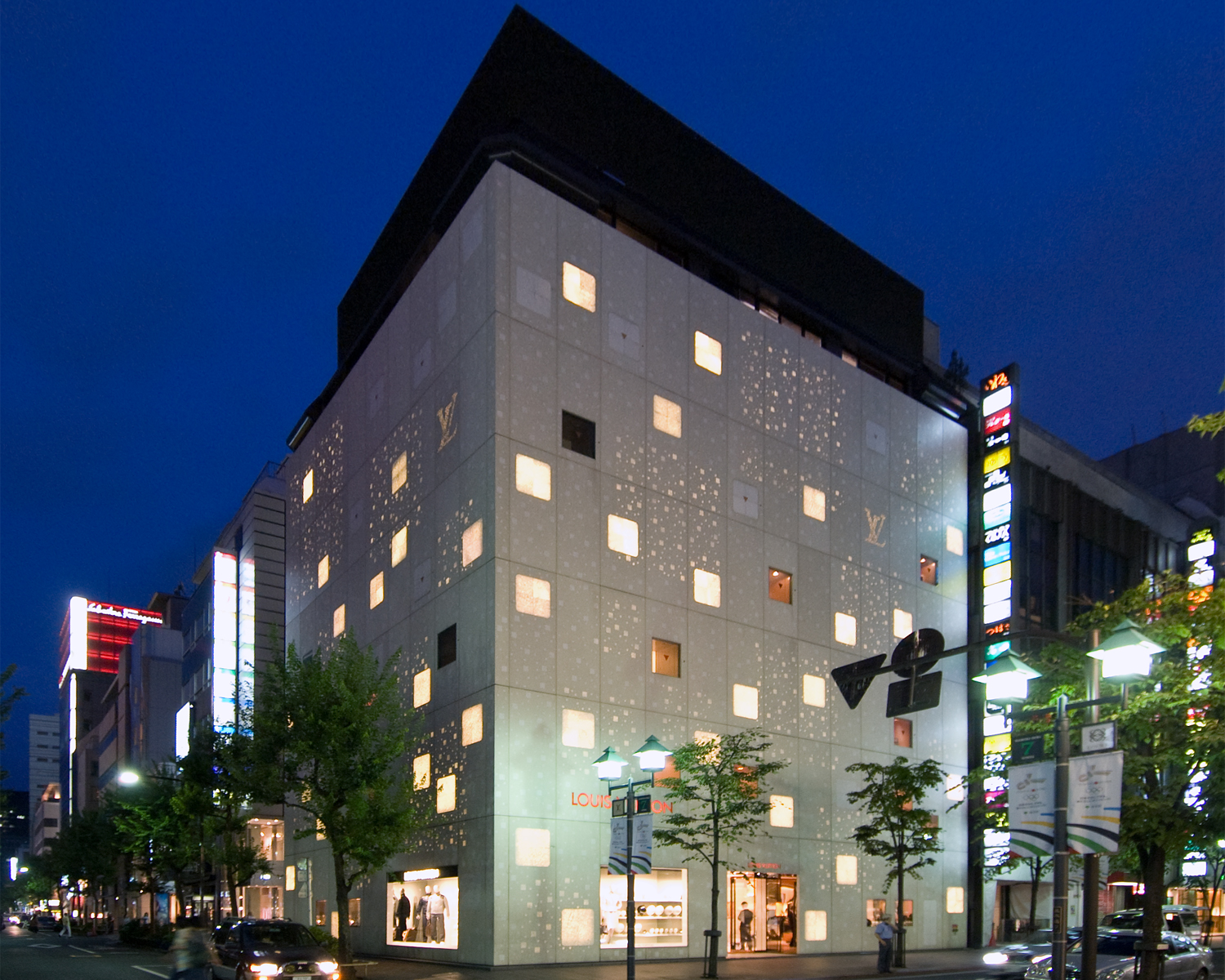
Louis Vuitton Ginza, Tokyo (2004)

Jun Aoki étudie à l'université d'architecture de Tokyo puis travaille dans le bureau d'Arata Isozaki, où il collabore entre autres avec Shigeru Ban avant d'ouvrir son propre bureau d'architecture à Tokyo en 1991. En 2005, il reçoit le bunkachō geijutsu senshō de l'office japonais pour l'art et la culture.

## Réalisations (liste partielle)
- 1995 : Pont de Mamihara (馬見原橋?) mamihara bashi, Soyo, préfecture de Kumamoto; récompensé du 8e prix Kumamoto du paysage en 1996
- 1996 : Odawara, préfecture de Kanagawa : immeuble d'habitation, récompensé du 13e prix Yoshioka en 1997
- 1997 : Yusuikan (遊水館?), Toyosaka, préfecture de Niigata : piscine
- 1997 : Musée de la lagune de Fukushima (ビュー福島潟, byū fukushimagata?), Toyosaka, préfecture de Niigata; récompensé du prix annuel de l'institut japonais d'architecture en 1999
- 1998 : École primaire de Mitsue, préfecture de Nara
- 1999 : Louis Vuitton Nagoya, préfecture de Aichi; façade, récompensé du 11e prix Aichi Townscape en 2004
- 1999 : Yuki no machi mirai-kan (Yasuzuka (à présent Jōetsu), préfecture de Niigata); immeuble de bureaux
- 2002 : Louis Vuitton Omotesandō (Tokyo); façade
- 2002 : U bis : travail d'exposition
- 2004 : Louis Vuitton New York; façade (rénovations), couronné magasin de l'année de New York par Visual Merchandising and Store Design
- 2004 : G (Tokyo); immeuble d'habitation
- 2005 : Louis Vuitton Hong Kong Landmark, Hong Kong; façade (rénovation)
- 2006 : JIN CO., LTD., Maebashi, préfecture de Gunma; immeuble de bureaux
- 2006 : Musée d’art d’Aomori (青森県立美術館, aomori kenritsu bijutsukan?)
- 2007 : J (Tokyo); immeuble d'habitation

## Publications
- 青木淳 Jun Aoki 1991-1999; collection d'œuvres, éditions Shōkokusha, 1999
- 原っぱと遊園地—建築にとってその場の質とは何か harappa to yūenchi - kenchiku ni totte sono ba no tachi to ha nani ka; collection d'essais, 2004
- Jun Aoki Complete Works 1: 1991-2004; collection d'œuvres, 2004
- Jun Aoki Complete Works 2: musée d'art d'Aomori; 2006
- 青木淳/開口部のディテール aoki jun / kaikōbu no diteeru; plans détaillés, éditions Shōkokusha, 2007
- 原っぱと遊園地2 harappa to yūenchi 2; collection d'essais, 2007

## Source de la traduction
- (de) Cet article est partiellement ou en totalité issu de l’article de Wikipédia en allemand intitulé « Jun Aoki » (voir la liste des auteurs).